# Elecciones parlamentarias de Haití de 1984
Elecciones parlamentarias tuvieron lugar en Haití el 12 de febrero de 1984. Todos los candidatos, excepto uno, eran miembros del Partido Unidad Nacional (PUN) del presidente Jean-Claude Duvalier. El PUN posteriormente ganó todos los 59 escaños.

## Resultados
| Partido                 | Votos | % | Escaños |
| ----------------------- | ----- | - | ------- |
| Partido Unidad Nacional |       |   | 59      |
| Independientes          |       |   | 0       |
| Votos en blanco/nulos   |       | – | –       |
| Total                   |       |   | 59      |
| Fuente: Nohlen          |       |   |         |